# Lista de capitais do Brasil por população

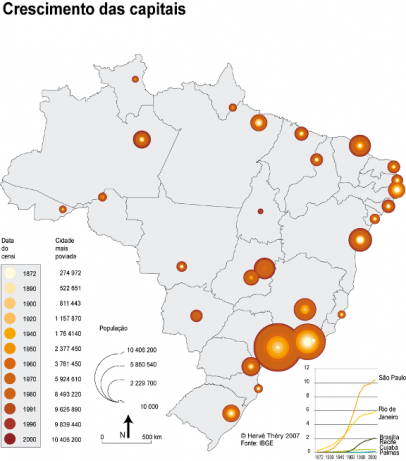
Crescimento das capitais brasileiras entre os censos de 1872 e 2000

Esta é uma lista de capitais do Brasil por população baseada na estimativa da população de 2024, publicada pelo Instituto Brasileiro de Geografia e Estatística (IBGE)  em 29 de agosto de 2024, e nos censos de 2010, 2000 e 2022. Lidera a lista o município de São Paulo, capital do estado de mesmo nome, com mais de 11 milhões de habitantes. Palmas (Tocantins) é a capital menos populosa, com aproximadamente 323 mil habitantes. Todas as capitais brasileiras, com exceção de Vitória e Florianópolis, também são os municípios mais populosos de cada estado.

## Estimativa populacional 2024
| Posições em 2022 | Capitais       | Unidade federativa  | População em 2024 - Estimativas IBGE | População em 2010 | Mudança (2022-2024) | Mudança brusca (2010-2024) |
| ---------------- | -------------- | ------------------- | ------------------------------------ | ----------------- | ------------------- | -------------------------- |
| 1                | São Paulo      | São Paulo           | 11.895.578                           | 11.253.503        | +5,71%              | +642.075                   |
| 2                | Rio de Janeiro | Rio de Janeiro      | 6.729.894                            | 6.320.446         | +6,48%              | +409.448                   |
| 3                | Brasília       | Distrito Federal    | 2.982.818                            | 2.570.160         | +16,06%             | +412.658                   |
| 4                | Fortaleza      | Ceará               | 2.574.412                            | 2.452.185         | +4,98%              | +122.227                   |
| 5                | Salvador       | Bahia               | 2.568.928                            | 2.675.656         | -4,00%              | -106.728                   |
| 6                | Belo Horizonte | Minas Gerais        | 2.416.339                            | 2.375.151         | +1,73%              | +41.188                    |
| 7                | Manaus         | Amazonas            | 2.279.686                            | 1.802.014         | +23,56%             | +477.672                   |
| 8                | Curitiba       | Paraná              | 1.829.225                            | 1.751.907         | +4,42%              | +77.318                    |
| 9                | Recife         | Pernambuco          | 1.587.707                            | 1.537.704         | +3,25%              | +50.003                    |
| 10               | Goiânia        | Goiás               | 1.494.599                            | 1.302.001         | +14,81%             | +192.598                   |
| 11               | Belém          | Pará                | 1.398.531                            | 1.393.399         | +0,37%              | +5.132                     |
| 12               | Porto Alegre   | Rio Grande do Sul   | 1.389.322                            | 1.409.351         | -1,42%              | -20.029                    |
| 13               | São Luís       | Maranhão            | 1.088.057                            | 1.014.837         | +7,22%              | +73.220                    |
| 14               | Maceió         | Alagoas             | 994.464                              | 932.748           | +6,61%              | +61.716                    |
| 15               | Campo Grande   | Mato Grosso do Sul  | 954.537                              | 786.797           | +21,33%             | +167.740                   |
| 16               | Teresina       | Piauí               | 902.644                              | 814.230           | +10,86%             | +88.414                    |
| 17               | João Pessoa    | Paraíba             | 888.679                              | 723.515           | +22,82%             | +165.164                   |
| 18               | Natal          | Rio Grande do Norte | 785.368                              | 803.739           | -2,28%              | -18.371                    |
| 19               | Cuiabá         | Mato Grosso         | 682.932                              | 551.098           | +23,91%             | +131.834                   |
| 20               | Aracaju        | Sergipe             | 628.849                              | 570.937           | +10,15%             | +57.912                    |
| 21               | Florianópolis  | Santa Catarina      | 576.361                              | 421.240           | +36,85%             | +155.121                   |
| 22               | Porto Velho    | Rondônia            | 514.873                              | 428.527           | +20,17%             | +86.346                    |
| 23               | Macapá         | Amapá               | 487.200                              | 398.204           | +22,35%             | +88.996                    |
| 24               | Boa Vista      | Roraima             | 470.169                              | 284.313           | +65,42%             | +185.856                   |
| 25               | Rio Branco     | Acre                | 387.852                              | 336.038           | +15,41%             | +51.814                    |
| 26               | Vitória        | Espírito Santo      | 342.800                              | 327.801           | +4,58%              | +14.999                    |
| 27               | Palmas         | Tocantins           | 323.625                              | 228.332           | +41,74%             | +95.293                    |

## Comparativo dos censos de 2022, 2010 e 2000
| Posições em 2022 | Capitais       | Unidade federativa  | População em 2022 (IBGE) | Mudança brusca (2010-2022 | Pos. 2010 | População em 2010 | Mudança brusca (2000-2010) | População em 2000 | Pos. 2000 |
| ---------------- | -------------- | ------------------- | ------------------------ | ------------------------- | --------- | ----------------- | -------------------------- | ----------------- | --------- |
| 1                | São Paulo      | São Paulo           | 11.451.245               | +198.496                  | 1         | 11.253.503        | +847.636                   | 10.405.867        | 1         |
| 2                | Rio de Janeiro | Rio de Janeiro      | 6.211.423                | -109.023                  | 2         | 6.320.446         | +468.532                   | 5.851.914         | 2         |
| 3                | Brasília       | Distrito Federal    | 2.817.068                | +246.908                  | 4         | 2.570.160         | +526.991                   | 2.043.169         | 6         |
| 4                | Fortaleza      | Ceará               | 2.428.708                | -23.477                   | 5         | 2.452.185         | +313.951                   | 2.138.234         | 5         |
| 5                | Salvador       | Bahia               | 2.417.678                | -257.978                  | 3         | 2.675.656         | +234.828                   | 2.440.828         | 3         |
| 6                | Belo Horizonte | Minas Gerais        | 2.315.560                | -59.591                   | 6         | 2.375.151         | +142.404                   | 2.232.747         | 4         |
| 7                | Manaus         | Amazonas            | 2.063.547                | +261.533                  | 7         | 1.802.014         | +398.218                   | 1.403.796         | 9         |
| 8                | Curitiba       | Paraná              | 1.773.733                | +21.826                   | 8         | 1.751.907         | +165.059                   | 1.586.848         | 7         |
| 9                | Recife         | Pernambuco          | 1.488.920                | -48.784                   | 9         | 1.537.704         | +115.711                   | 1.421.993         | 8         |
| 10               | Goiânia        | Goiás               | 1.437.237                | +135.236                  | 12        | 1.302.001         | +211.264                   | 1.090.737         | 12        |
| 12               | Belém          | Pará                | 1.303.375                | -89.996                   | 11        | 1.393.399         | +113.538                   | 1.279.861         | 11        |
| 11               | Porto Alegre   | Rio Grande do Sul   | 1.332.833                | -76.518                   | 10        | 1.409.351         | +49.318                    | 1.360.033         | 10        |
| 13               | São Luís       | Maranhão            | 1.037.775                | +22.938                   | 13        | 1.014.837         | +146.790                   | 868.047           | 13        |
| 14               | Maceió         | Alagoas             | 957.916                  | +25.168                   | 14        | 932.748           | +135.906                   | 796.842           | 14        |
| 15               | Campo Grande   | Mato Grosso do Sul  | 897.938                  | +111.141                  | 17        | 786.797           | +124.263                   | 662.534           | 17        |
| 16               | Teresina       | Piauí               | 866.300                  | +52.070                   | 15        | 814.230           | +99.647                    | 714.583           | 15        |
| 17               | João Pessoa    | Paraíba             | 833.932                  | +110.417                  | 18        | 723.515           | +128.086                   | 595.429           | 18        |
| 18               | Natal          | Rio Grande do Norte | 751.300                  | -52.439                   | 16        | 803.739           | +94.203                    | 709.536           | 16        |
| 19               | Cuiabá         | Mato Grosso         | 650.912                  | +99.814                   | 20        | 551.098           | +68.054                    | 483.044           | 19        |
| 20               | Aracaju        | Sergipe             | 602.757                  | +31.820                   | 19        | 570.937           | +109.854                   | 461.083           | 20        |
| 21               | Florianópolis  | Santa Catarina      | 537.213                  | +115.973                  | 23        | 421.240           | +79.459                    | 341.781           | 21        |
| 22               | Porto Velho    | Rondônia            | 460.413                  | +31.986                   | 21        | 428.527           | +93.942                    | 334.585           | 22        |
| 23               | Macapá         | Amapá               | 442.933                  | +44.729                   | 22        | 398.204           | +115.459                   | 282.745           | 24        |
| 24               | Boa Vista      | Roraima             | 413.486                  | +129.173                  | 24        | 284.313           | +83.930                    | 200.383           | 26        |
| 25               | Rio Branco     | Acre                | 364.756                  | +28.718                   | 25        | 336.038           | +83.153                    | 252.885           | 25        |
| 26               | Vitória        | Espírito Santo      | 322.869                  | -4.932                    | 26        | 327.801           | +35.860                    | 291.941           | 23        |
| 27               | Palmas         | Tocantins           | 302.692                  | +74.360                   | 27        | 228.332           | +91.287                    | 137.045           | 27        |